# Фарсман V
Фарсман V (груз. ფარსმან V, лат. Pharasmanes) — царь Иберии с 547 по 561 годы из династии Хосроидов, 36-й царь Картли (по Джуаншериани).

## История
Фарсман был сыном и преемником Бакура IV. Наследовал трон в 547 году, когда продолжалась война между Византией и Ираном, в который он поддерживал первых. При нём в 551 году Иберия испытала сокрушительное вторжение персов. Согласно средневековой армянской адаптации грузинских летописей, в царствование Фарсмана аланы напали и разорили Картли, побудив Фарсмана поставить себя под защиту персов на условиях уплаты дани. Однако эта версия отличается от той, которую даёт грузинский оригинал в «Истории царя Вахтанга Горгасали», где ничего не говорится об аланах и упоминается неспровоцированная персидская агрессия.
Умер Фарсман V в 561 году, ему наследовал племянник Фарсман VI.